# 4109-es mellékút (Magyarország)
A 4109-es számú mellékút egy közel 17 kilométeres hosszúságú, négy számjegyű mellékút Szabolcs-Szatmár-Bereg vármegye északi-középső részén. Kisvárdától húzódik Aranyosapátiig, illetve (a Tiszát komppal keresztezve) Tiszaadonyig.

## Nyomvonala
A 4145-ös útból ágazik ki, annak a 7+700-as kilométerszelvénye közelében létesült körforgalomból, nagyjából keleti irányban, Kisvárda belterületének északi részén. Ugyanebből a körforgalomból ágazik ki északkelet felé a 4111-es út, a 4145-ös pedig hellyel-közzel északi irányba folytatódik; e hármas elágazás okán viseli ez a városrész és a közeli vasúti megállóhely is a Hármasút nevet. Papi út néven húzódik a belterület keleti széléig, amit nagyjából fél kilométer után ér el; nem sokkal ezt követően egy újabb körforgalmon halad át, itt a 4155-ös út ágazik ki belőle, amelynek az a rendeltetése, hogy a belterületeken kívül kapcsolja össze a 4109-es, a 4111-es és a 4145-ös utakat.
1,7 kilométer megtételét követően az út átlép Pap közigazgatási határai közé, a belterület nyugati szélét 2,4 kilométer után éri el. Települési neve előbb Kisvárdai utca, majd Kossuth Lajos utca, így húzódik végig a központon. 5,8 kilométer után lép ki a községből, 6,7 kilométer után pedig Nyírlövő területén folytatódik. Nagyjából 7,5 kilométer megtételét követően éri el e település házait, ahol Árpád utca, majd Kossuth Lajos utca, a keleti falurészben pedig Dózsa György utca lesz a neve. 8,9 kilométer után kiágazik belőle dél felé a 41 107-es számú mellékút Lövőpetri irányába, pár száz méterrel ezután pedig ki is lép az út Nyírlövő lakott területéről.
10,3 kilométer megtételét követően elhalad Nyírlövő, Tornyospálca és Aranyosapáti hármashatára mellett, ami után a két utóbbi község határvonalát kísérve halad tovább. 11,1 kilométer után egy kisebb iránytöréshez ér, ugyanott kiágazik belőle egy-egy számozatlan, alsóbbrendű út délnyugati, illetve keleti irányban, az előbbi szintén Lövőpetrire, utóbbi Aranyosapáti déli falurészébe vezet. 13,2 kilométer után hagyja el az út a határvonalat és lép teljesen Aranyosapáti területére, a községet 13,7 kilométer után éri el, a Vasút utca nevet felvéve; majdnem pontosan a 14. kilométerénél keresztezi a Mátészalka–Záhony-vasútvonal vágányait, Aranyosapáti megállóhely térségének északi szélénél, majd kiágazik belőle a 41 316-os számú mellékút az állomás kiszolgálására. Alig 300 méterrel ezután keresztezi a 4115-ös utat, kevéssel annak a 30. kilométere előtt, majd Kossuth Lajos utca néven húzódik tovább a belterület keleti széléig.
15,7 kilométer után éri el a Tisza partját, komppal szeli át a folyót, s a túlparton már Tiszaadony közigazgatási határai között folytatódik. Pár száz méterrel arrébb el is éri e község első házait, melyek között ugyancsak a Kossuth Lajos utca nevet veszi fel. Így is ér véget, a településközpont északi részén, a 4113-as útba beletorkollva, annak a 21+900-as kilométerszelvénye közelében.
Teljes hossza, az országos közutak térképes nyilvántartását szolgáló kira.kozut.hu adatbázisa szerint 16,719 kilométer.

## Története
1934-ben már teljes hosszában mellékútként kiépített, autóbusz-forgalmat is bonyolító útvonal volt.

## Települések az út mentén
- Kisvárda
- Pap
- Nyírlövő
- (Tornyospálca)
- Aranyosapáti
- Tiszaadony